# Гузіївська сільська рада
Гузіївська сільська́ ра́да — орган місцевого самоврядування у складі Болехівської міської ради Івано-Франківської області. Адміністративний центр — село Гузіїв.

## Загальні відомості
- Гузіївська сільська рада утворена в 1945 році.
- Територія ради: 2,228 км²
- Населення ради: 1 159 осіб (станом на 2001 рік)
- Територією ради протікають річки Свіча, Саджава, Млинівка.

## Населені пункти
Сільській раді підпорядковані населені пункти:
- с. Гузіїв

## Склад ради
Рада складається з 16 депутатів та голови.
- Голова ради: Дяків Ярослава Ярославівна
- Секретар ради: Олевич Лідія Іванівна

### Керівний склад попередніх скликань
| ПІБ                        | Основні відомості                                                 | Дата обрання | Дата звільнення |
| -------------------------- | ----------------------------------------------------------------- | ------------ | --------------- |
| Дяків Ярослава Ярославівна | Сільський голова, 1953 року народження, освіта вища, позапартійна | 26.03.2006   | 31.10.2010      |
| Дяків Ярослава Ярославівна | Сільський голова, 1953 року народження, освіта вища, позапартійна | 31.10.2010   |                 |

Примітка: таблиця складена за даними джерела

### Депутати
За результатами місцевих виборів 2010 року депутатами ради стали:

#### За суб'єктами висування
| Суб'єкт висування         | Кількість обраних депутатів | %    |
| ------------------------- | --------------------------- | ---- |
| Самовисування             | 10                          | 62,5 |
| Українська Народна Партія | 5                           | 31,3 |
| Партія регіонів           | 1                           | 6,3  |

#### За округами
| № округу                  | Прізвище, ім'я, по батькові      | Дата визнання обраним | Освіта                    | Партійна приналежність           | Відомості про обраного депутата                          |
| ------------------------- | -------------------------------- | --------------------- | ------------------------- | -------------------------------- | -------------------------------------------------------- |
| Партія регіонів           |                                  |                       |                           |                                  |                                                          |
| 6                         | Стефанська Мирослава Василівна   | 01.11.2010            | Освіта вища               | член Партії регіонів             | кафе «Каштан», буфетник                                  |
| Українська Народна Партія |                                  |                       |                           |                                  |                                                          |
| 2                         | Олевич Лідія Іванівна            | 01.11.2010            | Освіта вища               | позапартійна                     | Гузіївська сільська рада, секретар                       |
| 3                         | Гафин Василь Іванович            | 01.11.2010            | Освіта середня спеціальна | позапартійний                    | Долинські РЕМ, електрик                                  |
| 9                         | Сеньків Лідія Миколаївна         | 01.11.2010            | Освіта середня спеціальна | позапартійна                     | Гузіївська сільська рада, землевпорядник                 |
| 10                        | Керніцький Микола Степанович     | 01.11.2010            | Освіта вища               | позапартійний                    | Гузіївська загальноосвітня школа, вчитель                |
| 15                        | Паснак Василь Іванович           | 01.11.2010            | Освіта вища               | член Української Народної Партії | пенсіонер                                                |
| Самовисування             |                                  |                       |                           |                                  |                                                          |
| 1                         | Корпан Марія Миколаївна          | 01.11.2010            | Освіта середня спеціальна | член Народного Руху України      | тимчасово не працює                                      |
| 4                         | Гошовський Михайло Миколайович   | 01.11.2010            | Освіта середня спеціальна | позапартійний                    | Долинське УЕГГ, водій                                    |
| 5                         | Сеньків Іван Васильович          | 01.11.2010            | Освіта вища               | позапартійний                    | приватний підприємець                                    |
| 7                         | Домшин Тетяна Миронівна          | 01.11.2010            | Освіта середня спеціальна | позапартійна                     | Моршин-курорт ДПСКК, медична сестра озокириту            |
| 8                         | Гульчій Владислава Володимирівна | 01.11.2010            | Освіта вища               | позапартійна                     | Болехівський держкомзем, завідувачка сектору землеустрою |
| 11                        | Соловей Валентина Володимирівна  | 01.11.2010            | Освіта середня спеціальна | позапартійна                     | фельдшерсько-акушерський пункт, завідую зав ФАП          |
| 12                        | Кудибин Мар'ян Ярославович       | 01.11.2010            | Освіта середня            | позапартійний                    | тимчасово не працює                                      |
| 13                        | Керницький Микола Миколайович    | 01.11.2010            | Освіта середня            | позапартійний                    | Долина-Прикарпатський УБР, термістр                      |
| 14                        | Стефанський Микола Богданович    | 01.11.2010            | Освіта вища               | позапартійний                    | приватний підприємець                                    |
| 16                        | Яцків Віра Миколаївна            | 01.11.2010            | Освіта середня            | позапартійна                     | тимчасово не працює                                      |